# Sefro
Sefro ist eine Gemeinde (comune) in der Provinz Macerata in der Region Marken in Italien. Sie hat 445 Einwohner (Stand 31. Dezember 2023). Sefro liegt etwa 44 Kilometer westsüdwestlich von Macerata im Apennin und gehört zur Comunità montana Alte Valli del Potenza e Esino.